# Hans Timm
Hans Timm (* 31. August 1893 in Stettin; † 29. August 1974 in Buenos Aires) war ein deutscher Jurist und Anhänger der von Silvio Gesell (1862–1930) begründeten Freiwirtschaftsbewegung. Innerhalb dieser Bewegung gehörte er gemeinsam mit Gesell und Georg Blumenthal (1872–1929) zum linken, individualanarchistischen Flügel.
Timm begründete verschiedene freiwirtschaftliche Organisationen und Einrichtungen, darunter den Stirn-Verlag Hans Timm in Erfurt sowie (gemeinsam mit Helmut Rödiger) die Wära-Tauschgesellschaft. Außerdem betätigte er sich als Verleger und Redakteur verschiedener Zeitungen und Zeitschriften, über die in der Zeit der Weimarer Republik die Ideen der sogenannten „Natürlichen Wirtschaftsordnung“ Silvio Gesells Verbreitung fanden.

## Leben

Hans Timm (2. von rechts) mit Eltern und Geschwistern an der Ostsee (1911)

Hans Timm war das mittlere von drei Kindern des Gymnasiallehrers Bruno Timm (1860–1923) und seiner Ehefrau Gertrud, geborene Petersen (1866–1944), einer Volksschullehrerin. Timms Bruder Ulrich fiel in den ersten Monaten des Ersten Weltkriegs, seine Schwester Marianne (1899–1980) wurde später seine engste Mitarbeiterin.
Nach der Reifeprüfung studierte Timm Rechtswissenschaft an der Universität Greifswald. Unter seinen Lehrern war Karl Polenske, bei dem er Vorlesungen über die Rechtsgeschichte der römischen Antike besuchte und dabei auf historische und moderne Bodenreform-Ideen aufmerksam wurde. Polenske hatte Beziehungen zur Bodenreformbewegung um Adolf Damaschke und gehörte zu den Anhängern der Freiwirtschaftslehre Silvo Gesells. Neben seiner beruflichen Tätigkeit verbreitete er dessen Ideen als ehrenamtlicher Vortragsredner.
Anfang der 1920er Jahre begegnete Timm, der inzwischen als Assessor beim Amtsgericht Stettin arbeitete, seinem ehemaligen Professor ein weiteres Mal. Der Kapellmeister Rettich, der auch gleichzeitig Vorsänger in der Stettiner Synagoge war, hatte zu einem politischen Vortragsabend in seine Wohnung eingeladen. Als Referent war Karl Polenske angekündigt. Das Thema der Veranstaltung lautete: „Die Natürliche Wirtschaftsordnung durch Freiland und Freigeld“ und bezog sich auf das Standardwerk der gesellschen Reformideen, dessen dritte Auflage 1919 erschienen war. Hans Timm und auch sein Vater Bruno, der sich ebenfalls unter den Zuhörern befand, waren beeindruckt; sie begannen mit dem Studium des vorgestellten Buches und schlossen sich kurze Zeit später den Stettiner „Freiwirten“ an. Bald darauf war Hans Timm so tief in die Materie eingedrungen, dass er spontan für einen verhinderten Vortragsredner einspringen konnte. Sowohl sein Wissen als auch seine Redegabe hinterließ bei den Hörern einen nachhaltigen Eindruck. Die Nachricht davon gelangte auch zu Silvio Gesell, der in dieser Zeit wieder bei Berlin wohnte. Es folgte eine umfangreiche Korrespondenz mit dem Ergebnis, dass Timm seine juristische Laufbahn aufgab, nach Berlin zog, um dort für Gesell zu arbeiten.
Einem größeren freiwirtschaftlich orientiertem Publikum machte sich Hans Timm bei der ersten Tagung des Freiland-Freigeld-Bundes bekannt. Sie fand 1920 in Erfurt statt. Zwei Jahre später war er bereits Geschäftsführer des Freiwirtschaftsbundes (FWB), einem 1921 erfolgten Zusammenschluss mehrerer Organisationen deutscher Gesell-Anhänger, unter ihnen auch die von Georg Blumenthal begründeten Physiokraten. Sie bildeten innerhalb der Freiwirtschaftsbewegung den links-revolutionären Flügel. Mit ihrem Namen knüpften sie an die von François Quesnay und Vincent de Gournay initiierte „physiokratische Schule“ an, übernahmen allerdings nur einige derer Auffassungen, die sie mit anarchistischem und freiwirtschaftlichem Gedankengut verknüpften. Hans Timm verstand es, mit Hilfe der Physiokraten den FWB umzuformen. So heißt es unter anderem im Programm des FWB, das nach starken Auseinandersetzungen mehrheitlich beschlossen und für den Wahlkampf im Zusammenhang der Reichstagswahl Mai 1924 veröffentlicht hatte: „Die kapitalistische Wirtschaft schafft Herrschende und Beherrschte. [...] Der Kampf gegen den Kapitalismus muß darum von Anfang an auch gegen diese Beherrschungsmittel gerichtet sein, weil es sonst mit ihrer Hilfe immer wieder gelingt, die arbeitende Masse zu entzweien und von ihrem Ziele abzubringen.“

### Stirn-Verlag

Letzte Ausgabe der Zeitschrift Letzte Politik (März 1934)

Mit Unterstützung durch Silvio Gesell gründete Hans Timm den Stirnverlag. In der Abendausgabe der Berliner Börsen-Zeitung vom 21. Juni 1926 heißt es: „In das Handelsregister, Abteilung A, ist am 17. Juni 1926 eingetragen worden: [...] Nr. 70247. Stirn-Verlag, Hans Timm, Berlin. Inhaber: Hans Timm, Kaufmann, Berlin.“ Noch im selben Jahr zog der Verlag nach Erfurt um. Neben Flugschriften, Broschüren und Büchern verlegte Hans Timm unter diesem Dach die monatlich erscheinende Theoriezeitschrift Die Freiwirtschaft sowie das Wochenblatt Neue Zeitung der Arbeit (kurz: NZ der Arbeit), die Timm in Letzte Politik umbenannte und die zum offiziellen Organ des Fysiokratischen Kampfbundes (FKB) avancierte. Nach dem großen Erfolg, den die Nationalsozialisten bei der Reichstagswahl 1930 errungen hatten, griff die FKB-Publikation die NSDAP heftig an. Auf Gottfried Feders antisemitischen Kampfruf von der Brechung der Zinsknechtschaft entgegnete man zum Beispiel: „Der Zins hat mit dem Judentum gar nichts zu tun“. In einer Artikelserie unter der Überschrift „Kampf gegen die Nazis“ ermahnten Hans Timm und Florian Geyer 1932 die Leser der Letzten Politik: „Denkt daran, daß unter der Knute der Nazis Freiland-Freigeld einen langen Winterschlaf wird halten müssen. Deshalb müssen wir mit allen Kräften dazu beitragen, sie an der Übernahme der Staatsgewalt zu hindern.“ Zur Redaktion der Letzten Politik gehörten Timms Schwester Marianne und ihr Ehemann Rudi Hoell (1905–1938), der ab 1933 als Mitglied des Internationalen Sozialistischen Kampfbundes sich im Widerstand gegen das Nazi-Regime engagierte, 1938 von der GeStaPo verhaftet und anschließend in seiner Gefängniszelle tot aufgefunden wurde. Die Letzte Politik erschien bis zum 10. März 1934. Auf der ersten Seite der letzten Ausgabe hieß es: „Die ‚Letzte Politik‘ ist bis zur endgültigen Entscheidung durch polizeiliches Eingreifen am Erscheinen verhindert. Stirn=Verlag Hans Timm“.

### Wära-Tauschgesellschaft

Radiowerbung (1931) mit Angebot, Wära als Zahlungsmittel anzunehmen

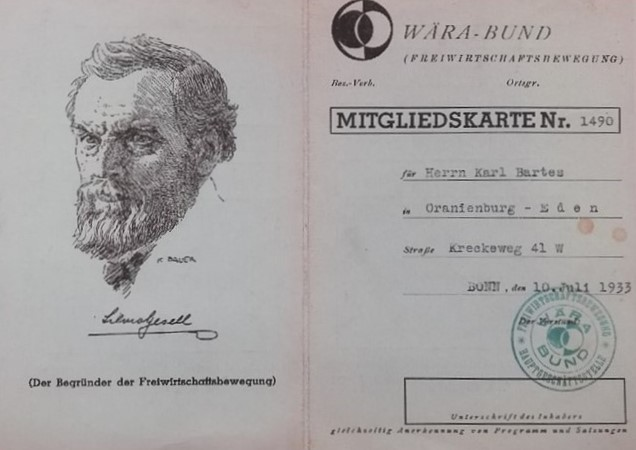
Mitgliedskarte des Wära-Bundes

Innerhalb des Fysiokratischen Kampfbundes entstand 1925 durch die Initiative Hans Timms und Helmut Rödigers die Idee, die von Silvio Gesell entwickelten Geldreformideen einer größeren Öffentlichkeit bekannt- und gleichzeitig verständlich zu machen. Nach einer längeren Vorbereitungszeit gründeten sie 1929 in Erfurt – fast zeitgleich mit dem Schwarzen Freitag, dem Beginn der großen Weltwirtschaftskrise – offiziell die Wära-Tauschgesellschaft und ab 1931 als deren Organ das Wära-Handelsblatt. Nach ihrer Satzung verstand sich die Tauschgesellschaft als „Vereinigung zur Bekämpfung von Absatzstockung und Arbeitslosigkeit“. Unter ihren Mitgliedern sollten Waren und Dienstleistungen mit Hilfe von sogenannten „Tauschbons“ vereinfacht ausgetauscht werden. Schon 1931 gehörten der Organisation mehr als 1000 Firmen innerhalb der Grenzen des damaligen Deutschen Reiches an, darunter „Lebensmittelgeschäfte, Bäckereien, Molkereien, Restaurants, Reformhäuser, Schlachtereien, Blumenläden, Friseursalons, Handarbeitsläden, Möbelgeschäfte, Elektrohändler, Fahrradgeschäfte, verschiedene Handwerksbetriebe, Druckereien, Buchhandlungen und Kohlenhandlungen.“ Die Tauschbons (= Wära), konnten in verschiedenen Nennwerten bei örtlichen Wära-Wechselstuben gegen Reichsmark, andere Devisen oder Sicherheitsleistungen erworben oder auch zurückgetauscht werden. Die Mitgliedsfirmen der Tauschgesellschaft warben in ihren Schaufenstern beziehungsweise in ihren Anzeigen mit dem Hinweis „Hier wird Wära angenommen!“. Die Funktionsweise der Bons beschrieb Werner Onken in einem Aufsatz über „Ein vergessenes Kapitel Wirtschaftsgeschichte“ so: „Zwischen diesen Firmen und Einzelpersonen lief nunmehr die Wära anstelle der Reichsmark als Tauschmittel um. Die Firmen bezahlten (zumindest teilweise) die Löhne und Gehälter in Wära aus und mit derselben Wära kauften sich die Einzelpersonen die gewünschten Güter. So entstand innerhalb der deutschen Wirtschaft allmählich ein kleiner separater Kreislauf von Ersatzzahlungsmitteln neben dem von krisenhaften Stockungen gestörten Kreislauf der Reichsmark. Gemäß den Vorstellungen Gesells waren diese Wära-Scheine mit einem Umlaufsantrieb ausgestattet, der ihre krisenauslösende Hortung verhindern sollte. Die Scheine waren nämlich auf ihrer Rückseite mit zwölf Feldern bedruckt, auf die in jedem Monat jeweils eine Marke von einem Prozent des Nennwerts aufgeklebt werden musste. Die Mitglieder der Tauschgesellschaft mussten also in Höhe von einem Prozent des in ihren Händen befindlichen Wärabetrags am Monatsende Marken bei den örtlichen Wechselstellen erwerben, wenn sie sicher gehen wollten, dass ihre Zahlungsmittel auch im nächsten Monat ihren vollen Nennwert behielten.“ Diesem Abschlag konnte man nur entgehen, wenn man innerhalb des jeweiligen Monats den Wära-Bon zum Kauf nutzte oder als Spareinlage bei den Wechselstuben hinterlegte. Diese mussten dann, um den monatlichen Abschlag zu vermeiden, möglichst schnell die hinterlegten Wära-Guthaben über den internen Kreditmarkt verleihen.
In Deutschland erlangte das sogenannte „Wäre-Wunder von Schwanenkirchen“ besondere Bekanntheit. Der Bergbauingenieur Max Hebecker (1882–1948) hatte 1929 ein in Konkurs gegangenes Bergwerk ersteigert und mit einem Kredit der Wära-Tauschgesellschaft wieder in Schwung gebracht. Die neu eingestellten Bergwerksarbeiter erhielten dabei einen Großteil ihres Lohns in Wära-Bons ausgezahlt. Ein weiterer Feldversuch, der von der Öffentlichkeit besonders wahrgenommen wurde, war das Wära-Projekt in der Stadt Norden und auf der Insel Norderney. Initiatoren waren hier der Badearzt Anton Nordwall (1894–1949) und der Künstler Hans Trimborn (1891–1979). Letzterer hatte Hans Timm 1928 in Hamburg-Blankenese im Haus der Malerin Dora Wenneker-Iven (1889–1980) kennengelernt, sich mit ihm angefreundet und ihn im September 1930 zu einem Vortrag nach Norderney eingeladen. Die Norderneyer Badezeitung berichtete darüber unter der Überschrift „Wära-Vortrag mit Ansprache von Hans Timm, Begründer der Wära-Aktion“. Über die ersten positiven Ergebnisse der Wära-Aktion im nördlichen Ostfriesland schrieb Anton Nordwall: „Es ist richtig, dass hier die Wära fast restlos angenommen wird, besonders in Norden, z. B. nicht nur von den Krämern, sondern von allen Grossisten. Die Commerz- und Privatbank, Ostfriesische Bank, Vereinsbank – alle nehmen die Wära an, die Banken sogar, ohne daß einer von uns vorher mit ihnen über die Sache gesprochen hätte. Also das Fundament wäre da [...].“
Timms und Rödigers Idee, die Freigeld-Theorie Silvio Gesells in der Praxis zu erproben, hatte nicht nur in Deutschland  (einen zeitlich allerdings sehr begrenzten) Erfolg. In Österreich („Das Wunder von Wörgl“), in der Schweiz („Wirtschaftsring-Genossenschaft“), in Liechtenstein („Liechtensteiner WÄRA-Projekt“) sowie in den Vereinigten Staaten („Stamp Scrip“; siehe Hans Cohrssen und Irving Fisher) wurden ähnliche Versuche durchgeführt. Die Praxisversuche wurden allesamt mit Verboten seitens staatlicher Institutionen belegt – manche bereits nach einigen Monaten, andere nach gut einem Jahr.

### Argentinien
Nachdem bis Ende 1934 alle Veröffentlichungen des Stirn-Verlages verboten worden waren, wurde Hans Timm durch die GeStaPo im Jahr darauf verhaftet. Zwar dauerte die Haftzeit nur einen Tag, sie führte jedoch dazu, dass Timm und seine Lebenspartnerin Gertrud Lange die Auswanderung nach Argentinien planten und schließlich auch durchführten. Dort gründete er mit anderen emigrierten Freiwirten die Federacion Fysiocratica Argentina (FFA), die unter anderem die „Natürliche Wirtschaftsordnung“, das Hauptwerk Silvio Gesells unter dem Titel „El Orden Económico Natural“ herausgab. Die Übersetzung ins Spanische hatte Fernando Mendelssohn-Bartholdy, ein Nachfahre der bekannten deutschen Komponistenfamilie besorgt. Mit dem Beginn des Zweiten Weltkriegs im Jahr 1939 musste die FFA ihre Tätigkeiten einstellen. Für den Lebensunterhalt sorgte eine kleine Hühnerfarm, die Hans Timm und Gertrud Lange außerhalb von Buenos Aires gegründet hatten.
Nach Ende des Zweiten Weltkriegs verblieb Hans Timm in Argentinien. Er veröffentlichte zwar noch einige Artikel in einer deutschen Zeitschrift für Geld- und Bodenreform, engagierte sich aber nicht mehr für den Wiederaufbau einer freiwirtschaftlichen Organisation. Er verstarb nach schwerer Krankheit in der argentinischen Hauptstadt.

## Familie
Hans Timm war in „freier Liebe“ zunächst mit Anita, einer Tochter Silvio Gesells, verbunden. Aus dieser Beziehung, die bis Anfang der 1930er Jahre währte, gingen zwei Söhne hervor: Pancho und Pepo. Sie waren ihrem Vater nach Argentinien gefolgt und lebten in Nähe der Iguacu-Wasserfälle vom Tourismus. Eine zweite Partnerschaft verband ihn mit der Lehrerin Gertrud Lage, genannt „Tutzi“.

## ImStirn-Verlag [Hans Timm]erschienen (Auswahl)
Die an verschiedenen Stellen geäußerte Vermutung, dass der Verlagsname sich auf Max Stirner bezieht, ist falsch – obwohl Hans Timm ein Anhänger des Solipzisten war.  Timm wollte mit dem Namen lediglich zum Ausdruck bringen, dass „es ein Verlag von Denkern für Denker, die Arbeiter der Stirn eben werden sollte.“
Die Verlagsveröffentlichungen sind in den folgenden Abschnitten jeweils chronologisch geordnet.

### Bücher
- Silvio Gesell: Die allgemeine Enteignung im Lichte physiokratischer Ziele. Erfurt 1926
- Anonym: Arbeitsdienstpflicht? Eine freiwirtschaftliche Auseinandersetzung. Beiträge zur Lösung eines wichtigen Zeitproblems. Erfurt 1930
- Silvio Gesell: Die Natürliche Wirtschaftsordnung durch Freiland und Freigeld. 7. Auflage mit Vorworten von Gesell (Fragment), Landmann und Timm. Erfurt 1931
- Silvio Gesell: Gold und Frieden? Hochheim bei Erfurt 1932
- Rolf Engert: Silvio Gesell als Person. Leipzig 1933

### Broschüren
- Georg Hanisch: Die sozialistische Utopie. Erfurt (1928?)
- Georg Blumenthal: An die Arbeit!. Erfurt 1931
- Paul Nagel: Krisenfibel. Eine Erklärung der Krise aus dem Geldkreislauf. Eine Einführung in die Freigeldlehre. Erfurt 1932
- Richard Batz: Mensch und Maschine. Erfurt 1933

### Zeitschriften
- Letzte Politik. Hochheim bei Erfurt (ab 1928)
- WÄRA-Handelsblatt. Monatsblatt für Indexwährung durch ein Geld mit Umlaufzwang. Organ der Tauschgesellschaft Leipzig. Hochheim bei Erfurt (ab 1931)

### Flugschriften
- Richard Hoffmann: Die Freiwirtschaft in der Westentasche. Erfurt 1930